# بیزیا
بیزیا (به فرانسوی: Biziat) یک کمون در فرانسه است که در canton of Châtillon-sur-Chalaronne واقع شده‌است.

## خصوصیات
بیزیا ۱۱٫۴۸ کیلومترمربع مساحت و ۷۷۴ نفر جمعیت دارد و ۲۱۰ متر بالاتر از سطح دریا واقع شده‌است.